# Била гора (станция метро)
Била гора — проектируемая станция линии А пражского метрополитена.
Станция Била Гора расположена практически в направлении восток-запад, под углом пересекает улицу Карловарскую с центром под пересечением улиц Карловарска — К Мотолу, Карловарска — Тхурнова. Станция решена глубокого заложения, примерно 40-50 метров под уровнем земли. один вестибюль находится прямо под трамвайным кольцом, которое будет перестроено в рамках изменения градостроительного плана. Два выходы из вестибюля будут вести на улицу Збеченска и к переходу под Карловарской улицей.
На станции Била гора будет оставлена возможность для ветвления путей, чтобы было можно продолжить трассу к Сидлиште Ржепы и дальше к Зличину.

## Продолжение линии А
Продолжении линии А пражского метрополитена планируется производить в две стадии. В первой стадии уже построены 4 станции: «Боржиславка», «Велеславин», «Петршины», «Немоцнице Мотол», строительство станции «Била Гора» планируется провести во второй стадии.